# Озерна (Орловская область)
Озерна — деревня в Свердловском районе Орловской области России. Входит в состав Никольского сельского поселения.

## География
Деревня расположена на берегу реки Озерна. 
Уличная сеть представлена одним объектом: Озёрная улица. 

### Географическое положение
Находится в 23 километрах от районного центра — посёлка городского типа Змиёвка, в 46 километрах от областного центра — города Орёл и в 370 километрах от столицы — Москвы.

## Население
| 2010 |
| ---- |
| 13   |

## Инфраструктура
Личное подсобное хозяйство.

## Транспорт
Просёлочная дорога. 